# Валлиснерия американская
Валлиснерия американская (лат. Vallisneria americana) — водное растение из рода Валлиснерия.
Валлиснерия американская растёт под водой и потребляется в пищу различными животными, в том числе и таким видом как Американский красноголовый нырок (Aythya valisineria). Сами растения длинные, вялые. Животные могут поедать все части растения: листья и подземные клубни.
Несмотря на название, ареал не ограничен Америкой. Он встречается в Ираке, Китае, Японии, Корее, Индии, Папуа — Новой Гвинее, Филиппинах, Австралии, Канаде, США, Мексике, Гватемале, Гондурасе, Кубе, Доминиканской Республике, Гаити и Венесуэле.